# Calciatore sudamericano dell'anno 2012
Il premio di calciatore sudamericano dell'anno per il 2012 fu assegnato a Neymar, calciatore brasiliano del Santos.

## Classifica
| Pos. | Calciatore          | Naz.      | Voti | Club             |
| ---- | ------------------- | --------- | ---- | ---------------- |
| 1.   | Neymar              | Brasile   | 199  | Santos           |
| 2.   | Paolo Guerrero      | Perù      | 50   | Corinthians      |
| 3.   | Lucas               | Brasile   | 21   | San Paolo        |
| 4.   | Ronaldinho          | Brasile   | 12   | Atlético Mineiro |
| 5.   | Fred                | Brasile   | 6    | Fluminense       |
| 6.   | Juan Román Riquelme | Argentina | 5    | Boca Juniors     |
| 7.   | Emerson             | Brasile   | 2    | Corinthians      |
| 8.   | Andrés D'Alessandro | Argentina | 1    | Internacional    |
| 8.   | Teófilo Gutiérrez   | Colombia  | 1    | Atlético Junior  |